# آني مالون
آني مالون (بالإنجليزية: Annie Malone)‏ هي مخترِعة وسيدة أعمال أمريكية، ولدت في 9 أغسطس 1869 في أفريقيا الجنوبية، وتوفيت في 10 مايو 1957 في شيكاغو في الولايات المتحدة بسبب سكتة.
```
تُعتبر واحدة من أوائل السيّدات الأمريكيّات من أصل أفريقيّ, اللّواتي أصبحن مليونيرات
```

في نهاية الحرب العالميّة الأولى، أصبحت مليونيرة وواحدة من أكثر النساء السوداوات نجاحا في عصرها.
استثمرت أموالها لمصلحة النساء الأميركيّات الأفريقيّات, وساعدت العديد من جمعيّات ومنظّمات أمريكيّة أفريقيّة, تشمل دار الأيتام في سانت لويس وتبرّعت بأغلب ثروتها للمؤسسات الخيريّة.

## الحياة المبكّرة
ولدت آني تورنبو مالون في متروبوليس، ولاية الينوي 9 آب 1877, توفيّت في شيكاغو، ولاية إلينوي 10 أيار 1957 (80 عاما).
الابنة العاشرة لروبرت وايزابيلا تورنبو, اللّذان كانا مستعبدين سابقا. عندما ذهب والدها للقتال في الحرب الأهليّة, أخذت إيزابيلا أطفالهم وهربت من ولاية كنتاكي، ولاية محايدة حافظت على العبوديّة. وجدت ايزابيلا ملاذا في ولاية إلينوي.
ولدت آني تورنبو في مقاطعة ماساك بولاية إلينوي, الطفلة العاشرة من أصل أحد عشر طفلا.
توفي والداها في صغرها. التحقت بمدرسة عامة في متروبوليس، قبل أن تنتقل في عام 1896 إلى بيوريا  للعيش مع أختها الكبرى التي تولت تربيتها. التحقت بمدرسة ثانويّة في بيوريا, كانت تمرض كثيرا وتتغيّب عن الصفوف. وعلى الرغم من أّنّها لم تتخرّج اكتشفت أنّها متفوّقة في مادّة الكيمياء .
أثناء تواجدها خارج المدرسة، اهتمّت تورنبو بمجال العناية بالشعر وكانت تمارس تصفيف الشعر مع أختها ومع خبرتها في كل من الكيمياء والعناية بالشعر، بدأت آني في تطوير منتجات العناية بالشعر الخاصّة بها ولاقت نجاحا.

### زواجها
عام 1902 تزوّجت آني من نيلسون بوب, وانفصل الزوجان عام 1907.
28 أبريل 1914 ، تزوجت من آرون يوجين مالون، مدير مدرسة ومدرّس سابق في سانت لويس وبائع كتب دينيّة, انفصلا لاحقا في عام 1927, بعد أن طالب زوجها بنصف قيمة شركتها وما تبعه من أحداث قضائيّة.
على الرغم من أنّ آني تزوّجت مرتين إلّا أنّها لم تنجب أولادا, لذا بعد وفاتها تركت إرثها لأبناء أخواتها.

## المسيرة المهنيّة
في بدايات القرن العشرين في مدينة بيوريا، أسّست وطوّرت آني منتج لتنعيم وتطويل شعر النساء الأمريكيّات الأفريقيّات, أطلقت عليه اسم مطوّل الشعر المدهش. في النهاية اخترعت مجموعة كاملة من منتجات العناية بالشعر ومستحضرات التجميل خصيصا لأجل النساء السوداوات.
كامرأه سوداء، مُنعت آني من الوصول إلى قنوات التوزيع العاديّة للترويج لمنتجاتها. بدأت منتجاتها ومبيعاتها في إحداث ثورة في أساليب العناية بالشعر لجميع الأمريكيين من أصل إفريقيّ.
نظرا لارتفاع الطلب على منتجاتها، نقلت مشروعها التجاريّ إلى سانت لويس عام 1902, حيث كان اقتصاد المدينة يزدهر تحضيرا للمعرض العالميّ عام 1904.
افتتحت آني متجرها الأوّل هناك, كما أطلقت حملة إعلانيّة واسعة في الصحافة السوداء وعقدت مؤتمرات صحفيّة، وجالت في العديد من الولايات الجنوبيّة ، وعيّنت العديد من النساء اللّواتي درّبتهن لبيع منتجاتها.
أخذت سارة تركيبة "Poro" الأصليّّة وأنشأت علامتها التجارية الخاصّة بها , كان هذا أحد الأسباب الأساسيّة التي دفعت تورنبو إلى تطبيع حقوق النشر لمنتجاتها بسبب ما وصفته بالتقليد الاحتياليّ.
كبر مشروعها بشكل ثابت وبعد ردّ فعل إيجابي في المعرض العالميّ أصبحت شركتها عالميّة وفي عام 1910 انتقلت إلى منشأة أكبر.
بعد أن قرّرت مالون في النهاية تسجيل براءة اختراع لاختراعها تحت اسم Poro ذهبت لتأسيس كلية تجميل تحت نفس الاسم في عام 1918. أنشات آني Poro College مدرسة ومركز تجميل الذي شكّل أرض تدريب لخبراء التجميل ومندوبي المبيعات الطموحين, وعلى الرّغم من أنّ الكليّة لم تقدم شهادات رسمية، إلّا أنها زودت طلابها بمجموعات المهارات المهنيّة والعلاقات مع شخصيات سانت لويس السوداء البارزة في جميع أنحاء المدينة.
منهج الكلية مُعد لتجهيز الطالب من أجل مستقبله حيث تمّ تدريب الطلاب على الأسلوب الشخصي للعمل: المشي, التحدث, وأسلوب اللّباس المصمم للحفاظ على شخصية صلبة, قوية وواثقة.
يعمل في كلية بورو ما يقارب 200 شخص في سانت لويس. من خلال أعمال التدريس والتجارة ، خلقت الكلية وظائف لما يقارب 75000 امرأة في أمريكا الشماليّة والجنوبيّة وأفريقيا والفلبين.
ازدهر عملها حتى عام 1927 عندما قدم زوجها طلبًا للطلاق. بعد أن شغل منصب رئيس الشركة ، طالب بنصف قيمتها ، مدّعيا بأنّ مساهمته كانت جزءًا لا يتجزأ من نجاح الشركة. أجبرت دعوى الطلاق كلية بورو على الحراسة القضائيّة بأمر من المحكمة. لكن بدعم من موظفيها وشخصيات قوية مثل ماري ماكليود بيثون، تم التفاوض على تسوية بقيمة 200,000 دولار, وأكد هذا التفاوض بدوره أنها المالك الوحيد لكلية بورو، وتم منح الطلاق.
بعد الطلاق ، نقلت تورنبو معظم أعمالها إلى جنوب باراغواي في شيكاغو ، حيث اشترت مبنى سكني كامل في المدينة, كما أثرت آثار انهيار سوق الأسهم عام 1929 على الشركة بشدة ، كما فعلت سلسلة من الدعاوى القضائيّة.
في عام 1937، خلال فترة الكساد العظيم، رفع موظف سابق دعوى، مدعيًا أيضًا الفضل في نجاح "Poro". لجمع الأموال للتسوية ، باعت آني ممتلكاتها في سانت لويس, وعلى الرغم من صغر حجمها، والنكسات المالية التي تعرضت لها، بقيت آني تعمل وكان لديها 32 فرعا من كلية بورو في جميع أنحاء البلاد في منتصف الخمسينيات من القرن الماضي, واستمرت أعمالها في الازدهار.

### أعمالها الخيرية
بحلول العشرينيات من القرن الماضي، أصبحت آني تورنبو مالون مليونيرة، وفي عام 1924 دفعت ضريبة دخل بنحو 40 ألف دولار ، وهي الأعلى في ميزوري. بالرغم من ثروتها، عاشت تورنبو بشكل متواضع، حيث تبرعت بآلاف الدولارات لجمعيّة الشبان المسيحيين السّود المحليّة وكليّة الطبّ بجامعة هوارد في واشنطن.
تقع دار الأيتام. بعد ترقيته وتوسيعه عام 1946، تمت إعادة تسمية المنشأة باسم مركز آني مالون لخدمات الأطفال والأسرة تكريما لأعمالها. بالإضافة إلى تمويل العديد من البرامج ، ضمنت آني حصول موظفيها، وجميعهم أمريكيون من أصل أفريقيّ، على رواتب جيّدة ومنحهم فرص للتقدم.

### الإعلام
مسلسل سيلف ميد ( Self Made) من انتاج شركة نيتفليكس 2020 هو نسخة خياليّة من حياة آني تورنبو مالون والذي صُنع اعتمادا على رواية " on her ground"  تأليف الكاتبة ايلاليا باندلز كما تقوم بلعب دورها في المسلسل الممثلة الأجنبيّة كارمن إيجوغو وتم تغيير اسم الشخصية فيه إلى ادي مونرو.

## وفاتها وإرثها
في 10 مايو 1957، أصيبت آني تورنبو بجلطة دماغية وتوفيت في مستشفى بروفيدنت في شيكاغو.
لقد تركت أعمالها والثروة المتبقية لأبناء أخوتها وأخواتها. في وقت وفاتها ، بلغت قيمة ممتلكاتها 100,000 دولار.
تم اختيارها كعضو فخريّ في نادي النساء وحصلت على شهادة شرف من جامعة هوارد, كما وتقيم سانت لويس موكب آني مالون سنويا لدعم الجمعيات الخيرية للأطفال منذ وفاتها.